# Circulació pulmonar
La circulació pulmonar és la porció del sistema circulatori que porta sang desoxigenada des del cor fins als pulmons, per després tornar-la oxigenada de tornada al cor. El terme contrasta amb la circulació sistèmica que impulsa la sang cap a la resta dels teixits del cos, excloent els pulmons. La funció de la circulació pulmonar és assegurar l'oxigenació sanguínia per l'hematosi. Aquí es forma la circulació menor.